# 연출가
연출가(演出家, director, program director)는 연극, 영화, TV 드라마 등에서 전반적인 사항을 총괄하는 사람이다. 즉, 공연 예술에서 각본을 바탕으로 배우의 연기, 무대 장치, 의상, 분장, 조명, 아라음악 등 여러 가지 요소를 종합하여 효과적으로 무대 공연을 할 수 있도록 지도하는 일을 전문적으로 하는 사람이다. 
연출은 대본 선정과 해석, 배우 선발, 연기 지도 등 극에서 연기에 관련된 전반적인 사항에 대해 관장한다. 연출가는 영화, 연극, TV, 라디오 등에서 작품 전체를 연출해 내는 사람이다. 연출가는 영화에서는 ‘감독’으로, 연극에서는 ‘연출가’로, 방송에서는 '디렉터 또는 PD'라고 불린다.
연출가는 하나의 작품을 토대로 배우의 선정과 연기, 무대 조명, 배경, 장치, 의상, 음악 등 모든 부분을 유기적으로 종합하여 공연이라는 하나의 총체적인 효과를 창조하는 사람이다. 연출가는 작품의 선정에서부터 배우의 선정과 연기에 이르기까지 작품이 완성되는 전 과정을 총지휘하고 감독하는 일을 한다.

## 역사
연출이라는 말은 현대에 이르러 일상적으로 사용되는 말이 되었지만 연출의 형태가 본격적으로 잡힌 것은 19세기말부터 20세기 초라고 할 수 있다. 중세의 극의 형태를 탈피하고, 철학사적으로는 모더니즘을 벗어나려는 기저의 움직이기 깔리기 시작한 동시에- 근대극의 출발. 그리고 그와 함께 연출의 중요성이 중요하게 자리잡기 시작했다.
고대 희랍극의 경우 희곡을 집필하였던 시인이 연출가로서의 역할을 함께 수행했다고 할 수 있다. 디오니소스 제전에 선정된 극작가들은 자기 자시신의 작품들을 완성하기 위하여 직접 연기를 하거나, 코러스를 훈련시키고, 음악을 만들며 안무를 담당하기도 했다. 이는 각 분야마다 전문가가 존재하긴 하지만 전반적으로 연출이 관여하는 연출가의 역할이라고 할 수 있다.
중세극의 경우는 프롬프터(Prompter)가 연출가의 역할을 주로 맡아왔던 것으로 보인다. 중세의 이름은 다른말로 암흑시대(Dark Age)라고 불리던 시대인 만큼 신성과 엄격, 그리고 경직된 사회구조를 지닌 시대였다고 할 수 있다. 후술할 코메디아 델 라르테가 되기 전까지, 저술되는 작품들이나 제작되는 작품들은 신의 신성과 그 앞에 나약해질 수 밖에 없는 인간에 대해 다루었으며, 주로 신과 인간의 대립, 그리고 신성을 그리고 있던 고대 그리스의 비극들을 주로 활용하였던 것으로 보인다. 안타깝게도 전문적인 형태의 극단이라기보다는, 수레를 이용한 이동 무대를 이용하여 마을을 누비며 공연을 제작하였고, 막대한 양의 대사를 쉽사리 암기하기 힘드므로, 뒤편에서 프롬프터가 대사를 불러주며 연출로서, 그리고 무대감독으로서의 역할을 수행한 것으로 보인다.
이후 암흑 시대가 부르주아의 출현으로 균열이 가기 시작하면서, 동시에 새로운 형태의 연극이 자리잡기 시작한다. 바로 코메디아 델라르테(Commedia Dell'arte)라고 불리는 르네상스기 직업적인, 전문 즉흥 연극단이 바로 이 형태다. 이들은 극작가의 대본이 아니라 배우의 즉흥 연기술을 중심으로 한 연극으로 이루어져 있다. 슬랩스틱 코미디나 현대 코미디의 원형이 되는 것을 바로 이 코메디아 델라르테에서 찾을 수 있다. 

## 연출가의 분류
연출가는 다음과 같이 분류할수 없다

### 무대연출가 (무대감독)
- 무대감독은 무대 연출에 필요한 촬영, 무대장치, 편집 등의 기술적인 업무를 계획하고 지도ㆍ조정한다.
- 작품의 예술성을 살리기 위한 무대 장치, 조명, 의상 및 음향 종사자 등의 역할과 활동을 결정하며 출연 배우들이 적절한 시기에 등장하도록 연락하고 조정한다.
- 돌발적으로 발생할 수 있는 무대 위의 안전사고에 대한 점검을 하고, 미연에 방지한다.
- 공연이 완료되면 무대 종사자들을 지휘하여 모든 물품을 정리보관한다.

### 방송연출가
- 방송연출가는 라디오 또는 텔레비전의 프로그램을 기획하고 제작한다.
- 시나리오작가를 선정하여 제작될 프로그램의 계획을 설명하고 완성된 대본을 평가한다.
- 프로그램을 기획하고 이에 적당한 방송 작가와 제작진, 연기자들을 선출한다.
- 완성된 대본을 평가하고 배역을 정하며, 의상, 무대배경, 음악, 카메라작업, 시간배정 등을 결정하기 위해 제작진과 협의하고 제작에 참여하는 모든 사람들의 활동을 조정한다.
- 촬영일정을 결정하고 장소섭외, 무대배경설치, 소품 및 장비준비 등을 지시하여 촬영, 녹화를 총지휘한다.
- 주어진 예산 한도 내에서 프로그램을 제작하기 위해 제작에 드는 예산과 지출을 검토, 조정한다.

### 영화연출가
- 영화감독은 영화 제작을 위한 연출을 하고, 연기자와 제작진, 그리고 편집과 녹음을 지도한다.
- 작품의 주제, 성격을 분석하고 제작방침을 결정한다.
- 대본(시나리오)을 분석하여 배역을 선정하고 제작진을 결정한다.
- 촬영현장의 답사와 세트 디자인을 결정하고 촬영계획을 세우며, 촬영의 개시, 종료를 결정한다. 촬영일정대로 진행하기 위해 제작진과 출연자를 조정, 지휘하고 촬영현장 및 준비과정을 확인한다.
- 리허설을 감독하고 연기를 지도하며, 촬영 후 작품의 성격에 맞게과나 특수효과 등의 녹음을 지도한다.

## 관련학과
- 국어국문과
- 연극영화학과[1]
- 영화영상학과
- 신문방송학과
- 미디어커뮤니케이션학과
- 무대미술과
- 공연예술과

## 같이 보기
- 프로듀사: 연출가에 관련된 드라마. 프로듀사는 2015년 5월 15일부터 2015년 6월 20일까지 KBS 2TV에서 방영된 금토드라마다. KBS 예능국을 배경으로 펼쳐지는 릴리스틱 픽션 드라마이다.